# Stora Harriestenen
Stora Harriestenen är ett runstensfragment från Stora Harrie kyrka, Stora Harrie socken, Harjagers härad. Stenen sitter inmurad i kyrkväggen, men skall ha upptäckts 1851 eller 1861 i kyrkogolvet.
Translitterering av runraden:
birla : sati : ... ¶ ... : iftiʀ ¶ tuka · mak · sin ...
Normalisering till rundanska:
Birla satti ... ... æftiʀ Toka, mag sin ...
Översättning till nusvenska:
Berle satte (denna sten) efter sin måg Toke.